# Дяневский этрап
Дяневский этрап (туркм. Dänew etraby) — этрап в Лебапском велаяте Туркменистана. Административный центр — город Дянев.

## История
Образован в январе 1925 года как Дейнауский район Ленинского округа Туркменской ССР. В мае 1927 года Ленинский округ был переименован в Чарджуйский.
В сентябре 1930 года Чарджуйский округ был упразднён, и Дейнауский район перешёл в прямое подчинение Туркменской ССР. В ноябре 1939 года Дейнауский район отошёл к новообразованной Чарджоуской области.
В январе 1963 года Чарджоуская область была упразднена, и Дейнауский район перешёл в прямое подчинение Туркменской ССР. В декабре 1970 года район вновь вошёл в состав восстановленной Чарджоуской области.
В 1992 году Дейнауский район вошёл в состав Лебапского велаята и был переименован сначала в Дяневский этрап, а 18 февраля 2001 года — в Галкынышский этрап.
25 ноября 2017 года Галкынышский этрап вновь переименован в Дяневский, а в его состав включена территория упразднённого Парламентом Туркменистана Гарашсызлыкского этрапа.